# Friedrich Christian Moeder

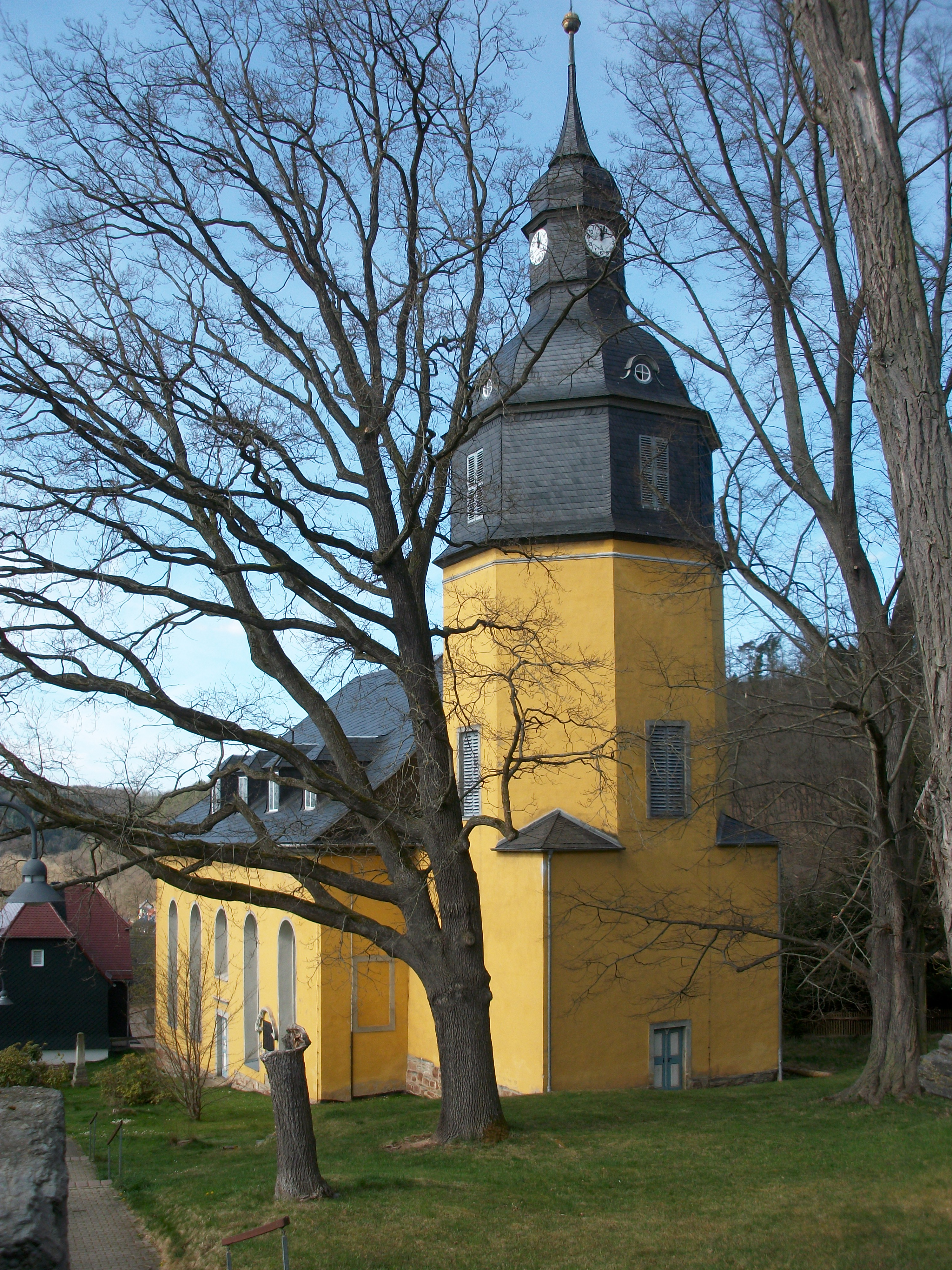
Kirche St. Erhard (Berga)

Friedrich Christian Moeder (Lebensdaten unbekannt) war ein sachsen-weimarischer Bauinspektor und Architekt. 

## Leben
Moeder war der erste, welcher 1823 die Prüfung zum Bau-Conducteur nach der Prüfungsordnung ablegte, die Clemens Wenzeslaus Coudray einführte. Zu seiner Prüfung entwarf Moeder ein Kammergut, dessen Entwurfszeichnungen erhalten sind. Moeder war im Eisenacher Kreis tätig. Dort hatte er Entwürfe für Kirchen geliefert bzw. war 1840 in die Planung für das abgebrannte Dorf Sondheim vor der Rhön involviert. Moeder legte bereits 1822 einen Entwurf für die Kirche St. Erhard in Berga an der Elster vor, die bis 1827 realisiert wurde. Die Entwurfszeichnungen für die Kirche haben sich auch erhalten. Die Gestaltung der Turmkuppel wurde allerdings entsprechend den Vorstellungen Coudrays modifiziert. Moeder wurde 1838 zum Bauinspektor mit Zuständigkeitsbereich Eisenach befördert. Moeder ist bis 1869 sicher nachweisbar. In der Eigenschaft als Baubeamter im Zuständigkeitsbereich Eisenach im Großherzogtum Sachsen-Weimar-Eisenach war Moeder wirksamer denn als Architekt. Das gilt auch für seinen für den Bereich Weimar im gleichen Großherzogtum zuständigen Kollegen Carl Georg Kirchner.